# Zănoaga (okręg Prahova)
Zănoaga – wieś w Rumunii, w okręgu Prahova, w gminie Dumbrava. W 2011 roku liczyła 986 mieszkańców.